# Walter Butler Cheadle

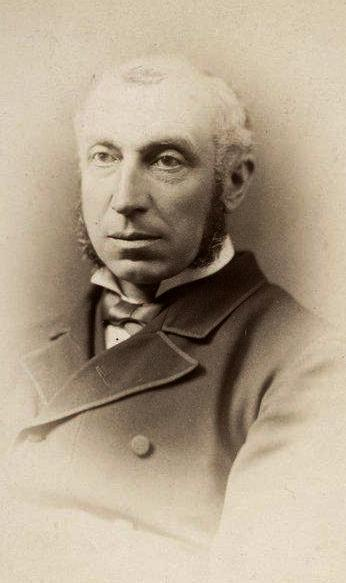
Walter Butler Cheadle al tombant del segle XIX

Walter Butler Cheadle (Colne, 15 d'octubre de 1836 - Londres, 22 de març de 1910) va ser un pediatre i explorador anglès.
Walter Butler Cheadle estudià al Caius College, de Cambridge. Es va diplomar el 1861 i més endavant estudià medicina a l'Escola mèdica de l'Hospital de St George a Londres. Abandonà la seva carrera el 1861 per a acompanyar Lord Milton en una expedició per a explorar l'oest del Canadà entre 1862 i 1864. Després emprengué un viatge a la Xina.

## Obres
- The North-West Passage by Land (1865)
- On the Principles and Exact Conditions to Be Observed in the Artificial Feeding of Infants, the Properties of Artificial Foods (1902)